# Degummierung
Als Degummierung wird die Entfernung von Kittsubstanzen, vor allem Pektine, während der Vereinzelung von Fasern bei Faserpflanzen bezeichnet. Sie erfolgt gemeinsam mit dem Bleichen, bei dem Lignin- und Farbstoffreste entfernt werden. Der Prozess der Degummierung erfolgt abhängig vom Fasertyp mittels Dampfdruck sowie über die Verwendung von Natriumcarbonat und Natronlauge. Weitere Möglichkeiten sind die enzymatische Reinigung durch Bakterien oder der physikalische Aufschluss durch Ultraschall. Bei dem Prozess werden die meisten  Bestandteile von der Zellulosefaser entfernt, ohne die Faser selbst zu schädigen. Die degummierten Fasern werden anschließend mit Natriumchlorid oder Wasserstoffperoxid gebleicht.

## Vorteile der Degummierung
Die Degummierung wird heute als Standardbehandlung von Naturfasern angewendet, da sie gegenüber der mechanischen Faserauftrennung eine Reihe von Vorteilen hat. So ist sie faserschonender, da es nicht zu mechanischen Zerstörungen der Einzelfasern kommt. Bei der mechanischen Auftrennung werden im Regelfall nur Faserbündel von 20 bis 50 Einzelfasern gebildet, wodurch relativ dicke Garne entstehen. Die aus den degummierten Fasern resultierenden Garne werden feiner, da der minimal mögliche Querschnitt bei diesen durch die Dicke der Einzelzelle (=Faser) bestimmt wird. Die Einzelfasern sind zudem technisch stabiler und halten stärkerer Beanspruchung stand. Die Degummierung der Faserbündel führt zu Einzelfasern, mit denen Verstärkungseffekte erreicht werden, die nahezu bei jenen von Glasfasern liegen.